# Ficus johnstonii
Espèce
Classification APG III (2009)
Ficus johnstonii est une espèce de plante à fleurs du genre Ficus (les figuiers)  et de la famille des Moraceae originaire d'Afrique.